# Auguste Goethals

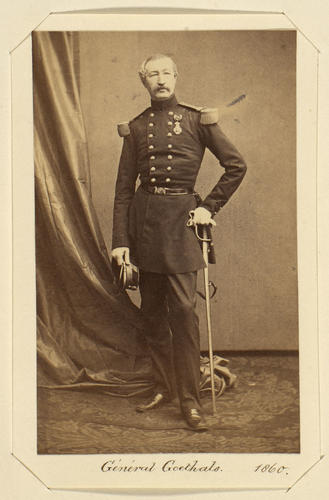
Auguste Goethals

Baron Auguste Charles Antoine Louis Goethals (Turijn, 17 januari 1812 - Brussel, 13 december 1888) was een Belgisch militair en minister van Oorlog.

## Biografie

### Familie
Baron Auguste Goethals, een telg uit de Gentse familie Goethals, was een kleinzoon van Charles-Guillaume Goethals (1750-1825) en Adelaïde Spilleux (1754-1826) en een zoon van luitenant-generaal Charles Goethals (1782-1851) en Augustine Husmans de Merbois (1784-1871). Hij trouwde in 1836 in Brussel met Mathilde Engler (1814-1894), dochter van Jacques Engler, bankier, industrieel en senator.
Het echtpaar had een zoon die jong stierf, een zoon die kinderloos bleef, en twee dochters. Hiermee is deze tak van de familie Goethals uitgestorven.
- Marie-Julie Goethals (1837-1909), trouwde in 1858 in Brussel met baron Idesbalde Snoy et d'Oppuers (1819-1870), provincieraadslid van Brabant, zoon van baron Idesbalde Snoy d'Oppuers, senator, en broer van baron Charles Snoy, industrieel, provincieraadslid van Brabant en volksvertegenwoordiger. Ze kregen een zoon en twee dochters, waaronder baron Thierry Snoy et d'Oppuers, burgemeester van Ophain-Bois-Seigneur-Isaac en senator, met afstammelingen tot heden.
- Valentine Goethals (1841-1917), trouwde in 1860 in Brussel met graaf Louis de Jonghe d'Ardoye (1820-1893), diplomaat en minister van Staat, zoon van burggraaf Auguste de Jonghe d'Ardoye, lid van de Provinciale Staten van Oost-Vlaanderen, lid van het Nationaal Congres en senator, en broer van Gustave de Jonghe, gemeenteraadslid van Gent, lid van het Nationaal Congres en senator. Ze kregen een zoon en een dochter, met afstammelingen tot heden.

Na het overlijden van zijn vader werd hij eigenaar van het Kasteel Schoenfels in Luxemburg. In 1870 liet hij een herenhuis bouwen naast de donjon, waar hij met zijn familie woonde.
In zijn privéleven was hij gepassioneerd door klassieke muziek en organiseerde hij verschillende concerten in zijn woning in Brussel. Daarnaast was hij vrijmetselaar.

### Loopbaan
Net als zijn vader doorliep Goethals een militaire carrière. Hij klom op tot de rang van luitenant-generaal en werd vleugeladjudant van koning Leopold II.
Aan het einde van de jaren 1820 begon Goethals zijn rechtenstudies aan de Rijksuniversiteit Gent, die toen deel uitmaakte van het Verenigd Koninkrijk der Nederlanden. Net als zijn vader sloot hij zich aan bij het nieuwe Belgische leger tijdens de Belgische Revolutie, waarin hij in oktober 1830 werd benoemd tot luitenant. In augustus 1831 nam hij met zijn regiment deel aan de Tiendaagse Veldtocht. Als beloning voor zijn moed werd hij in oktober 1831 bevorderd tot kapitein.
Van 1831 tot 1841 was hij adjudant van zijn vader, generaal Goethals. In 1844 werd hij benoemd tot ordonnantieofficier van koning Leopold I. In 1847 werd hij adjudant van de hertog van Brabant, de latere koning Leopold II. Hij werd majoor bij het 12e Linieregiment in 1845 en vervolgens luitenant-kolonel en kolonel bij het Grenadiersregiment, dat hij pas in mei 1859 verliet om generaal-majoor te worden. Vanaf de troonsbestijging van Leopold II in december 1865 was hij diens adjudant. In 1872 kreeg hij het bevel over de 4e Infanteriedivisie en werd hij lid van de Studieraad van de Krijgsschool. Hij ging in januari 1877 met pensioen.
Van 13 december 1866 tot 21 december 1867 was hij minister van Oorlog in de liberale regering Rogier-Frère-Orban, in opvolging van Felix Chazal.

## Publicaties
- L'armée. Quelques considérations sur ses rapports avec la société, Brussel, 1871
- Een wenk ter hervorming van ons leger in ware volkszin, Brussel, 1872
- Du service militaire au point de vue de l'équité pour tous, Brussel, 1872.
- La pays et l'armée, Brussel, 1878.